# УАЗ-3160
УАЗ-3160 — полноприводный автомобиль повышенной проходимости (вседорожник) для эксплуатации на дорогах всех категорий, а также по пересечённой местности. Представляет собой II поколение автомобилей повышенной проходимости УАЗ, является «преемником» модели УАЗ-469/3151. Конструкция данного поколения совершенствовалась постепенно: в дальнейшем длина автомобиля была доведена до приемлемой для 5-дверного кузова — модель УАЗ-3162 «Симбир», а с 2005 года модель стала выпускаться под именем собственным «Patriot».

## История
Разработка нового поколения внедорожников на УАЗ была начата в 1980 году. На рубеже 1980-90 годов сформировался образ кузова, который был выполнен в едином стиле с семейством моделей «Лада 110»/«111»/«112». В 1993 году был представлен предсерийный экземпляр модели УАЗ-3160. Модель получила модернизированную раму и кузов, разработанный с помощью инженеров АвтоВАЗа. Главным конструктивным отличием стала пружинная передняя зависимая подвеска — вместо рессорной, у предыдущих поколений. Основной проблемой было сохранение пятидверного кузова на короткой колёсной базе, соответствующей трёхдверному кузову большинства мировых автопроизводителей.
Получившийся автомобиль отличался от выпускавшихся моделей более высоким уровнем комфорта и улучшенными технико-экономическими показателями. Более качественная окраска кузова, люк в крыше, современная светотехника, «кенгурин», пороги, радиальные шины, отличный обзор, современная панель приборов, исполнение интерьера выполнено аналогично современным легковым автомобилям.
Вместе с тем проблемы с устойчивостью и управляемостью вызвали необходимость доработки автомобиля, в результате появилась новая модель УАЗ-3162 «Симбир», которая стала длиннее и получила новые мосты.
Серийно выпускался Ульяновским автозаводом с августа 1997 года по 2004 год.

## Технические характеристики
- Раздаточная коробка 2-ступенчатая: I — 1; II — 1,94
- Передние тормоза дисковые вентилируемые, с двумя цилиндрами, с плавающей скобой
- Задние тормоза барабанного типа, с одним цилиндром, с автоматическим регулированием зазора между накладками и барабаном
- Передняя подвеска зависимая, пружинная со стабилизатором поперечной устойчивости, гидропневматическими амортизаторами телескопического типа двухстороннего действия, с двумя продольными рычагами и поперечной тягой
- Задняя подвеска зависимая, на двух продольных полуэллиптических малолистовых рессорах и гидропневматических амортизаторах телескопического типа двухстороннего действия
- Шины КАМА всесезонные 225/75R16